# Mongoloraphidia (Mongoloraphidia) sororcula
Mongoloraphidia (Mongoloraphidia) sororcula is een kameelhalsvliegensoort uit de familie van de Raphidiidae. De soort komt voor in Mongolië.
Mongoloraphidia (Mongoloraphidia) sororcula werd voor het eerst wetenschappelijk beschreven door H. Aspöck & U. Aspöck in 1966.